# Robert Stolz
Robert Elisabeth Stolz (Graz, 25 de agosto de 1880 — Berlim, 27 de junho de 1975) foi um compositor e maestro austríaco.

## Biografia
Sobrinho da soprano Teresa Stolz, Roberto Stolz nasceu em Graz. Seu pai foi maestro e sua mãe pianista. Estudou no Conservatório de Viena com Robert Fuchs e Engelbert Humperdinck. Em 1907 sucedeu Artur Bodanzky no Theater an der Wien. Em Viena conduziu, entre outras peças, a estreia mundial de Der tapfere Soldat de Oscar Straus em 1908. Depois de servir no exército austríaco na Primeira Guerra Mundial, Stolz mudou-se para Berlim em 1925. Em 1930 começou a compor músicas para filmes, como por exemplo as músicas do filme Zwei Herzen im Dreivierteltakt.
Graças ao regime nazista, Stolz voltou para Viena, onde sua música Ungeküsst soll man nicht schlafen gehn foi um sucesso. Ele mudou-se novamente, desta vez para Zurique e depois para Paris, onde em 1939 foi internado com anemia. Com a ajuda de seus amigos, em 1940 ele foi para Nova Iorque. Nos Estados Unidos, Stolz alcançou a fama com seus concertos de músicas de Viena, começando com "Uma Noite em Viena" no Carnegie Hall. Como resultado, ele recebeu muitos convites para compor músicas para shows e filmes.
Em 1946 Stolz retornou para Viena, onde ele viveu o resto de sua vida. Nas décadas de 1960 e 1970 ele fez uma série de gravações de operettas de compositores como Johann Strauss, Franz Lehár, Emmerich Kalman e Leo Fall. Em 1970 foi marcado pelo seu nonagésimo aniversário, nesse mesmo ano ele foi feito Cidadão Honorário de Viena. Ele também ganhou a Grande Medalha de Honra de Viena, se tornando assim o segundo músico a conquistar a honra (o primeiro foi Richard Strauss). 
Robert Stolz foi enterrado perto de Johannes Brahms e Johann Strauss II.

## Operettas selecionadas
- Das Glücksmädel (1910)
- Der Tanz ins Glück (The Dance into Happiness) (1921)
- Im weißen Rößl (The White Horse Inn) (1930), jointly with Ralph Benatzky
- Wenn die kleinen Veilchen blühen (When the Little Violets Bloom or Wild Violets) (1932)
- Der verlorene Walzer, a stage version of the film Zwei Herzen im Dreivierteltakt (1933)

## Músicas selecionadas
- "Servus Du" (1912)
- "Wien wird erst schön bei Nacht"
- "Im Prater blühn wieder die Bäume"
- "Das ist der Frühling in Wien"
- "Du, du, du sollst der Kaiser meiner Seele sein." (1916)
- "Hallo, du süsse Klingelfee" (1919)
- "Salome, schönste Blume des Morgenlands"
- "Ich will deine Kameradin sein"
- "Die ganze Welt ist himmelblau"
- "Salome"
- "Zwei Herzen im Dreivierteltakt"
- "Frag nicht warum ich gehe"
- "Wiener-Café Walzer"